# Schwarzroter Lauch
Der Schwarzrote Lauch (Allium atropurpureum), auch Granatkugel-Lauch, Purpur-Lauch und Schwarzpurpurner Lauch genannt, ist eine Pflanzenart aus der Gattung Lauch (Allium) in der Unterfamilie der Lauchgewächse (Allioideae) innerhalb der Pflanzenfamilie der Amaryllisgewächse (Amaryllidaceae). Er ist in Südosteuropa und in der Türkei verbreitet und wird als Zierpflanze verwendet.

## Beschreibung

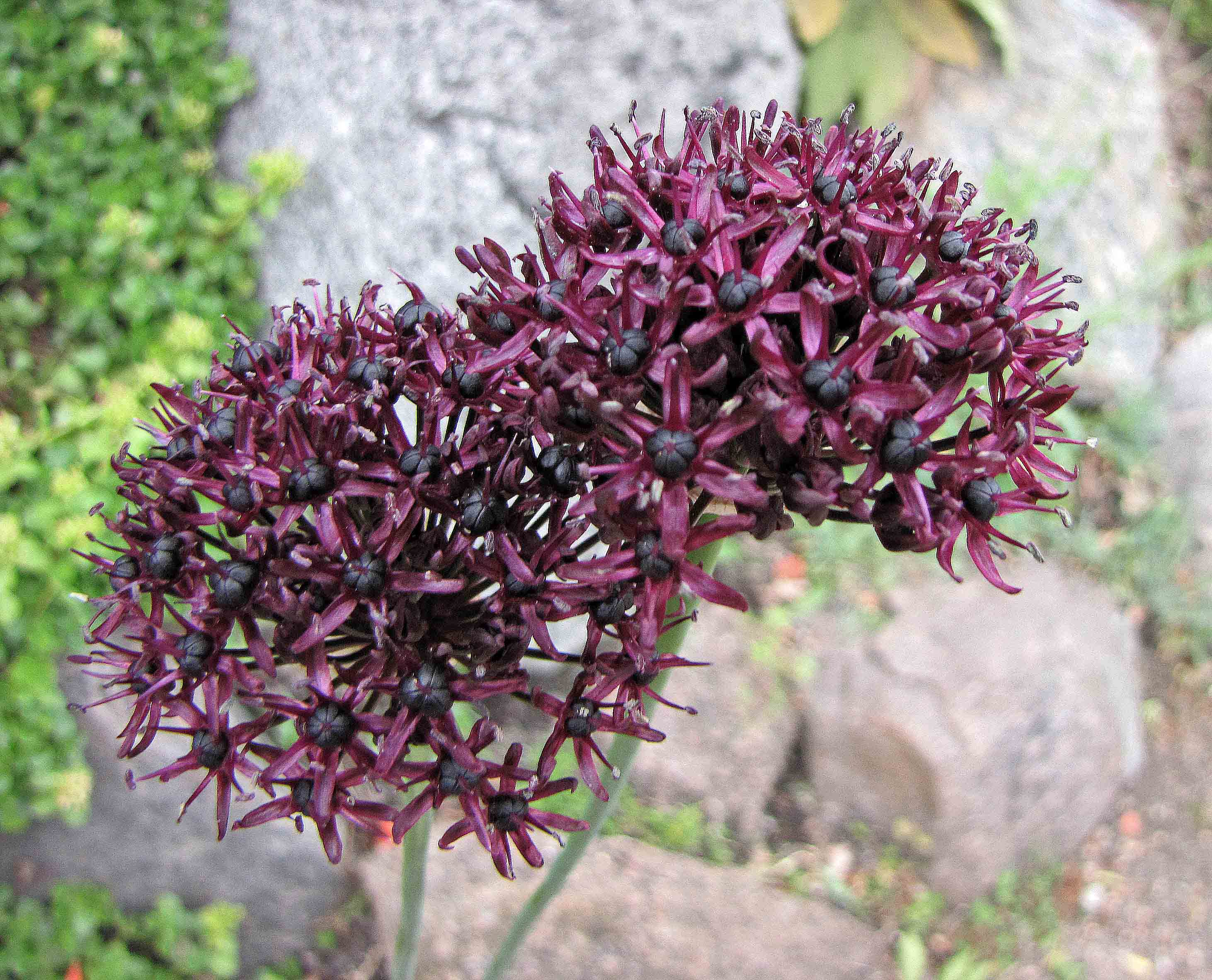
Blütenstände

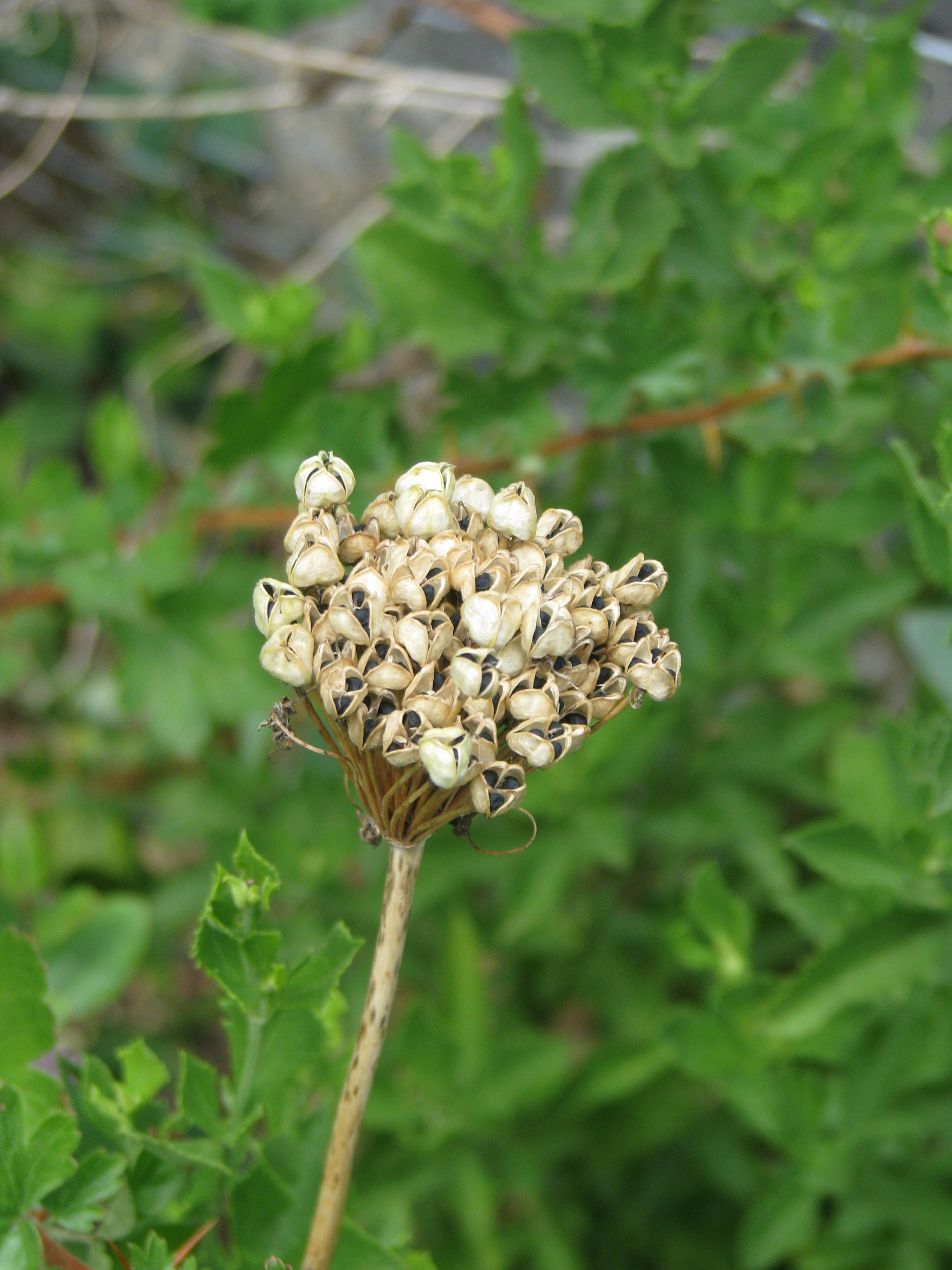
Reifer Fruchtstand

### Vegetative Merkmale
Der Schwarzrote Lauch ist eine ausdauernde krautige Pflanze, die Wuchshöhen von 40 bis 90 Zentimetern erreicht. Die fast kugelförmigen Zwiebeln besitzen membranartige, äußere Hüllen. Die 3 bis 7 grundständigen, flachen Laubblätter sind linealisch, 15 bis 35 Zentimeter lang und 1 bis 4 Zentimeter breit, kürzer als der Stängel, ungestielt, höchstens am Grund verschmälert und am Rand nicht bewimpert.

### Generative Merkmale
Die Blütezeit ist im Mai und Juni. Der aufrechte, stielrunde Blütenstandsschaft ist 40 bis 90 Zentimeter lang. Der dichte, abgeflachte, schirm- bis halbkugelförmige, doldige Blütenstand wirkt mit einem Durchmesser von 3 bis 7 (maximal 10) Zentimetern relativ klein. Er enthält viele Blüten, aber keine Brutzwiebeln.
Die zwittrigen, sternförmigen, später zurückgebogenen Blüten sind dreizählig und duftend. Die mehr oder weniger schlanken, dunkel-weinroten bis purpurnen Blütenhüllblätter sind linealisch, 7 bis 9 Millimeter lang und 1 Millimeter breit. Die Staubblätter sind meist kürzer als die Blütenhülle, purpurn gefärbt und von purpurnen Staubbeuteln gekrönt. Die drei Fruchtblätter sind zu einem oberständigen, kugeligen, dunkel-purpurnen bis schwarzen Fruchtknoten verwachsen.

### Chromosomensatz
Die Chromosomengrundzahl beträgt x = 8; es treten Diploidie und Tetraploidie mit Chromosomenzahlen von 16 und 32 auf.

## Unterscheidung ähnlicher Arten
Der im Habitus ähnliche, mediterrane Schwarze Lauch (Allium nigrum L.) hat weiße bis hellviolette oder rosafarbene Blüten. Der mediterrane Cyrillos Lauch (Allium cyrilli Ten.) hat breite, dreieckige, weiße oder rosafarbene Staubblätter, grüne oder purpurfarbene Fruchtknoten und birnenförmige Kapselfrüchte. Die osteuropäisch-südwestsibirische Lauchart Allium decipiens Fisch. ex Schult. & Schult.f. hat linealisch bis lineal-lanzettliche Laubblätter, kugelige Blütenstände, nach außen gedrehte, weißliche oder grünliche Blütenhüllblätter, weißliche Staubblätter und grüne Fruchtknoten.

## Vorkommen
Das Verbreitungsgebiet des Schwarzroten Lauchs erstreckt sich von Ungarn über Südosteuropa bis in die Türkei. In Österreich, Tschechien, der Slowakei und Deutschland gibt es neophytische, teils unbeständige Vorkommen. Der Schwarzrote Lauch besiedelt sandige, mäßig trockene Ruderalstellen, Äcker, Grashänge und lichte Stellen zwischen niedrigem Gebüsch in Höhenlagen um 1500 Meter.

## Systematik
Die Erstveröffentlichung von Allium atropurpureum erfolgte 1800 durch Franz Adam von Waldstein-Wartenberg und Pál Kitaibel in Descriptiones et icones plantarum rariorum Hungariae, Band 1, S. 16. Das Artepithetum atropurpureum bedeutet „dunkel-purpurrot“. Die Art Allium atropurpureum gehört zur Sektion Melanocrommyum Webb & Berth. der Untergattung Melanocrommyum  (Webb & Berth.) Rouy in der Gattung Allium. Allium atropurpureum Waldst. & Kit. ist eng verwandt mit Allium nigrum L., Allium cyrilli Ten. und Allium decipiens Fisch. ex Schult. & Schult.f. Ein Synonym von Allium atropurpureum ist Allium nigrum var. atropurpureum (Waldst. & Kit.) Vis.

## Verwendung
Der Schwarzrote Lauch ist als Zierpflanze weit verbreitet. Er lässt sich gut in Steppenpflanzungen und naturnahe, halbtrockene Blumenwiesen integrieren, z. B. in Kombination mit Wiesen-Salbei, Bunter Kronwicke und Taubenkropf-Leimkraut. Da die Fernwirkung der dunklen Blüten nur mäßig ist, sollte der Schwarzrote Lauch in größeren Gruppen und in Kombination mit weißblühenden Pflanzen wie Schwarzem Lauch oder Wilder Möhre verwendet werden. Geeignet sind sonnige, warme Standorte auf durchlässigen, humusarmen und mäßig nährstoffreichen Böden. Er gilt als winterhart bis −34 °C (Zone 4).